# Sematophyllum pungens
Sematophyllum pungens là một loài rêu trong họ Sematophyllaceae. Loài này được (Hedw.) Mitt. mô tả khoa học đầu tiên năm 1869.